# Туреччина на зимових Олімпійських іграх 1992
Туреччина брала участь у Зимових Олімпійських іграх 1992 року в Альбертвілі (Франція) в десятий раз за свою історію, але не завоювала жодної медалі.